# Angueira
Angueira is een plaats (freguesia) in de Portugese gemeente Vimioso en telt 162 inwoners (2001).